# 三好市池田総合体育館
三好市池田総合体育館（みよししいけだそうごうたいいくかん）は、徳島県三好市にある体育館。

## 概要
1987年（昭和62年）、旧三好郡池田町が東四国国体（1993年（平成5年）開催）のレスリング競技会場に決定。1989年（平成元年）に「池田町まちづくり事業計画」が策定され、吉野川運動公園の整備とともに、国体会場としての体育館の建設が決定。池田町街西部の町有地・「古池」を埋め立てて21,000m2の敷地を確保し、1990年（平成2年）に体育館本体の建設に着手。総事業費16億2,000万円をかけて池田町総合体育館として完成した。2006年（平成18年）3月1日、池田町が周辺町村として合併して三好市が誕生すると、体育館の管理も三好市に引き継がれ三好市池田総合体育館に改称した。
鳥が飛び立とうとする姿をデザインしており、古池埋立で残った池に映し出されるようになっている。

## 施設概要
- メインアリーナ - 約1,695m2 バスケットボール2面，バレーボール3面,バドミントン6面，テニス2面の使用が可能。
- サブアアリーナ - 約396m2
- トレーニングルーム
- 会議室 -　3室
- 駐車場 -　300台

開館時間
- 9:00-22:00

休館日
- 年末年始

## 開催された主な競技会・イベント
- 第48回国民体育大会（東四国国体）レスリング競技
- 大相撲巡業三好場所 - （2008年）三好市合併2周年記念事業[2]
- いけだ阿波踊り前夜祭

## アクセス
- 徳島自動車道井川池田ICから5分
- JR四国土讃線阿波池田駅から徒歩5分